# My Kind of Broadway
My Kind of Broadway è un album in studio del cantante statunitense Frank Sinatra, pubblicato nel 1965.

## Tracce
1. Everybody Has the Right to Be Wrong (At Least Once) (Sammy Cahn, Jimmy Van Heusen) – 2:05
2. Golden Moment (Kenny Jacobson, Rhoda Roberts) – 3:01
3. Luck Be a Lady (Frank Loesser) – 5:15
4. Lost in the Stars (Maxwell Anderson, Kurt Weill) – 4:08
5. Hello, Dolly! (Jerry Herman) – 2:45
6. I'll Only Miss Her When I Think of Her (Cahn, Van Heusen) – 2:50
7. They Can't Take That Away from Me (George Gershwin, Ira Gershwin) – 2:40
8. Yesterdays (Otto Harbach, Jerome Kern) – 3:45
9. Nice Work If You Can Get It (G. Gershwin, I. Gershwin) – 2:33
10. Have You Met Miss Jones? (Richard Rodgers, Lorenz Hart) – 2:30
11. Without a Song (Vincent Youmans, Billy Rose, Edward Eliscu) – 3:37